# Полевой, Емельян Гилярович
Емельян Гилярович Полевой («Даниил Камыш», «Явир», «Остап», «Иван»; 3 января, 1913 — 12 июня 1999) — украинский военный и политический деятель, полковник УПА. Командир военного округа ВО-3 «Лисоня», входившего в состав УПА-Запад.

## Биография
Окончил народную школу в родном селе и поступил в Тернопольскую украинскую гимназию. Тогда стал членом Пласта, а летом 1932 года поступил в ОУН. В течение 1930-х годов несколько раз попадал на скамью подсудимых за проукраинские взгляды, столкновения с польской полицией, распространение листовок ОУН и создание украиноязычных школ.
В сентябре 1939 года он возглавлял Зборовскую повятовую экзекутиву ОУН. После советской оккупации Западной Украины перешёл в немецкую зону оккупации Польши. Прошел обучение в немецкой полицейско-разведывательной школе в лыжном пансионате «Стамара» в г. Закопане (ныне Польша). Летом 1940 года возглавлял в Кракове канцелярию бывших политических заключенных в Украинском комитете помощи беженцам и пленным.
В мае 1941 года Полевой находился в тренировочном лагере в Нойгамере (ныне Свентошув в Польше), где проходило формирование батальона «Нахтигаль». После реорганизации батальона командовал взводом в 201 батальоне шуцманшафта.
С лета 1943 года Емельян Полевой брал активное участие в формированиях вооруженных подразделений Украинской народной самообороны (УНС) в Галичине. Здесь он под псевдонимом Остап Шуха обучал военному делу первый курень имени Максима Кривоноса.
Зимой 1943 он стал командиром Тернопольского военного округа УПА «Лысоня». Создавал отделы УПА и формировал военный штаб. В сентябре 1944 года провел несколько значительных боев с подразделениями НКВД. Во время боя на хуторе Альбанивка Зборовского района 27 сентября, получил ранения. После этого сложил с себя обязанности командира над военной округой.
Выздоровев, Емельяна Полевого в апреле 1945 г. перевели в краевой военный штаб УПА-Запад старшиной для специальных поручений и военным инспектором, где он возглавлял связные линии. Главный военный штаб УПА присвоил ему звание поручика и наградил Бронзовым Крестом боевой заслуги.
1 апреля 1946 во Львове Полевой попал в плен к МГБ и приговорен к расстрелу. Впоследствии приговор изменили до 25 лет лагерей. В 1971 году Полевой вышел из заключения, поселился в Тернополе. С 13 октября 1995 он стал почетным членом Главной Булавы Всеукраинского Братства ОУН и УПА.
Умер Емельян Полевой 12 июня 1999 в Тернополе, похоронен на Микулинецком кладбище.